# Fëdor Aleksandrovič Abramov
Fëdor Aleksandrovič Abramov (Verkola, 29 febbraio 1920 – Leningrado, 14 maggio 1983) è stato uno scrittore russo.
Di famiglia contadina, nato nell'allora Gubernija di Arcangelo, si stabilì dopo la Seconda guerra mondiale a Leningrado; iniziò a pubblicare i suoi libri nel 1949.
È considerato uno dei maggiori rappresentanti della "prosa contadina": infatti ha fatto oggetto della sua narrativa la campagna russa, vista senza pregiudizi nella varietà e verità dei suoi aspetti.

## Opere
- 1958 – Bratja i sëstry («Fratelli e sorelle»)
- 1958-78 – Prjasliny («I Prjaslin»)
- 1962 – Na severnoj zemle («Nella terra del Nord»)
- 1967 – Dve zimy i tri leta («Due inverni e tre estati»)
- 1969 – Pelageja
- 1972 – Al'ka
- 1975 – Izbrannoe («Opere scelte»)